# Athos Fava
Athos Fava (Alberti, Provincia de Buenos Aires, 30 de noviembre de 1925 - Buenos Aires,  12 de abril de 2016) fue un político argentino secretario General del Partido Comunista de la Argentina. Fue encargado de las relaciones internacionales.

## Biografía
Nacido en una comunidad agrícola en la provincia de Buenos Aires, su padre participó en el movimiento comunista campesino. Trabajó como obrero metalúrgico; en 1945 se unió al Partido Comunista de Argentina.
De 1963 a 1965 fue miembro candidato, y desde 1965 miembro del comité central del partido y su comité ejecutivo antes de 1968 y llevado al comité de ciudad del partido de Buenos Aires, y luego se convirtió en un miembro de la secretaría general. Por su militancia fue detenido en varias ocasiones por las autoridades. 
En 1978, Athos y Fernando Nadra viajaron a los Estados Unidos. Publicaron el libro Estados Unidos, Grandezas y Miserias. Así resumieron el objetivo del viaje: «La campaña de Carter está dirigida a apoyar a los grupos antividelistas con el pretexto de los Derechos Humanos».
Después de convertirse en 1980 el secretario general del partido, realizó una visita a la Unión Soviética.
Ha publicado más de 15 obras, entre ellas: Memoria Militante, Que es el Partido Comunista y Reflexiones de un dirigente comunista.

## Libros
- Asi Votamos Los Comunistas Por Que?
- ¿Qué Mundo Viene? EEUU Pretendiente Al Imperio
- Que Opinamos Los Comunistas
- Estados Unidos: Grandezas Y Miserias
- Memoria Militante
- Que es el Partido Comunista (1983)
- Reflexiones de un dirigente comunista: aciertos y errores : temas en debate (1997)